# Hot Coffee
Hot Coffee es una modificación del videojuego Grand Theft Auto: San Andreas, en el cual luego de una cita, una de las novias invita al protagonista a entrar a su casa supuestamente para tomar "café", un eufemismo sobre tener sexo. Esta característica fue bloqueada dentro del videojuego antes de su lanzamiento, pero sus datos en el código de programación no fueron borrados. Esto fue descubierto por un joven programador llamado Patrick Wildenborg, alías "PatrickW" en línea, durante 2004, quien creó un mod para desbloquearlo; esta modificación fue lanzada y puesta en descarga para la versión de PC en junio de 2005. Luego también surgieron métodos similares inspirados por este mod para hacer lo mismo en las versiones para PlayStation 2 y Xbox de este videojuego.

## Desaparición del minijuego
Jack Thompson y otros abogados antivideojuegos denunciaron la modificación Hot Coffee ante los medios de comunicación, pero como si esta fuera una característica existente del videojuego a través de la cual los niños podrían tropezar fácilmente. Esto llevó al videojuego a ser retirado de los almacenes y re-clasificado como un videojuego AO (Adults Only; lit. "solo para adultos") por parte de ESRB; además Rockstar fue forzado para quitar permanentemente esta característica y pronto lanzaron una segunda edición de GTA: San Andreas, que recuperó el grado de clasificación M que tenía originalmente. Después de la polémica, se limitó el modding para la versión sin Hot Coffee de GTA: San Andreas (comúnmente llamada V2.0).

## Procedimiento
El minijuego empieza con una de las novias posibles del protagonista que le invita a "tomar una taza de café" después de una cita. Si el jugador acepta a entrar a la casa de la mujer en cuestión, la cámara simplemente enfoca la casa en la que está el personaje y termina por agitarse en ciertos momentos, mientras que unos gemidos terminan por escucharse como fondo. Sin embargo, si el parche llega a activarse, después de que el jugador acepta la invitación, este podía ver y participar en una tosca y muy poco detallada animación 3D de relación sexual, así como otras escenas que incluyen el uso de dildos y masturbación.

## Reacciones

### ESRB
Tras el incidente, ESRB, que es organización que se encarga de clasificar los videojuegos en la región de América del Norte, terminó por cambiar su veredicto en cuanto a este videojuego, pues cambió la etiqueta de «Mature» (M) —mayores de 17 años— a «Adults Only» (AO) —apto para adultos—. Esto terminó por convertir a GTA: San Andreas en el único videojuego para consola de ventas masivas en poseer la clasificación de «AO» en los Estados Unidos.

### Rockstar Games
Rockstar optó por dejar de manufacturar esta versión original del videojuego, eliminando todo contenido que se considerara como demasiado controvertido. La empresa le dio dos opciones a sus distribuidores: mantener la clasificación de Adults Only en las copias que ya estaban a la venta, o devolverlas y eliminar de ellas todo el parche así como su contenido. Ante ello, muchas tiendas que comercializan videojuegos retiraron de sus estantes el título debido a ciertas limitaciones que regulaban la venta de videojuegos con una clasificación «AO». Asimismo, la Oficina de clasificación de cine y literatura de Australia, anuló su clasificación original «MA15+», lo que implicó que el videojuego ya no pudiera venderse más dentro de dicho país. Rockstar North terminó por lanzar el parche «Cold Coffee» dos meses después del escándalo. Para la versión de PC, el videojuego se relanzó sin Hot Coffee y sus escenas, las cuales fueron totalmente eliminadas, lo que permitió que el videojuego volviera a adquirir su clasificación «M». Las versiones posteriores para PlayStation 2 y Xbox también se reeditaron, de tal manera que el mod no aparece en las versiones «Greatest Hits Edition», «Platinum Edition» y Grand Theft Auto Trilogy Pack al igual que la versión «Special Edition» para PlayStation 2 que incluye el documental de Sunday Driver. El disco censurado tiene escrita la leyenda «segunda edición» debajo del logo de ESRB.